# Hermann von Witzleben (generale 1892)
Hermann von Witzleben (Langensalza, 19 marzo 1892 – Monaco di Baviera, 27 agosto 1976) è stato un generale tedesco della Wehrmacht durante la seconda guerra mondiale.

## Biografia
Membro della nobile famiglia von Witzleben, originaria della Turingia, Hermann era il figlio primogenito del maggiore generale Hermann von Witzleben (1864-1938).
Iniziò la sua carriera nell'esercito imperiale tedesco come aspirante ufficiale del 1º reggimento dragoni il 15 ottobre 1911. Venne promosso tenente il 15 novembre 1912.
Il 1º agosto 1938 venne promosso colonnello. Il 24 novembre 1938 divenne capo di stato maggiore del VII Corpo d'Armata tedesco. In questa veste prese parte all'invasione della Polonia e alla campagna sul fronte occidentale. Il 1º novembre 1940 divenne capo di stato maggiore della II armata. Nell'aprile del 1941, la 2ª armata effettuò con successo una serie di attacchi in Jugoslavia nella campagna dei Balcani. All'inizio dell'Operazione Barbarossa, la II armata era ancora considerata come riserva dell'esercito, ma successivamente venne anch'essa schierata nell'area meridionale del fronte orientale, combattendo quindi a Vjaz'ma e Bryansk. Dal 26 ottobre 1941, a causa di una grave malattia, Witzleben fu trasferito in riserva e venne promosso maggiore generale il 1º giugno 1942.
Dal 1º agosto 1942 venne nominato ufficiale di collegamento nella 2ª armata ungherese sul fronte del Don a sud di Voronezh dove ebbe modo di vedere l'operato dei russi nell'operazione Ostrogoschsk-Rossosh nel gennaio del 1943. Fu il feldmaresciallo generale Maximilian von Weichs, comandante in capo del gruppo di armate B dell'esercito tedesco, ad inviare Witzleben il 15 gennaio 1943 presso il comandante della seconda armata ungherese, il generale Gusztáv Jányal, al fine di persuaderlo ufficiosamente ad ordinare una ritirata immediata dal fronte, in quanto l'accerchiamento delle sue truppe era ormai imminente. Lo stesso Weichs non voleva ad ogni modo dare un ordine di ritiro diretto perché ciò avrebbe contraddetto le istruzioni ricevute da Hitler. Jány, convintosi dell'evidenza dei fatti, diede l'ordine di ritirarsi il 17 gennaio.
Il 1º agosto 1943, von Witzleben venne nominato comandante della 243ª divisione di fanteria in Francia. Il 10 gennaio 1944 dovette rinunciare al comando e fu nuovamente trasferito in riserva. A causa della sua parentela col generale Erwin von Witzleben, scoperto essere uno dei cospiratori contro Hitler, Hermann von Witzleben venne arrestato dalla Gestapo il 20 novembre 1944. Il 31 dicembre 1944 si ritirò dal servizio militare.
Dopo la guerra visse a Monaco di Baviera. Nel 1973 venne insignito della croce al merito di I classe dell'Ordine della Repubblica Federale di Germania.